# Bragnum
Bragnum är en småort i Lekåsa socken i Essunga kommun i Västra Götalands län.